# Reichenbach (Nagel)
Reichenbach ist ein Gemeindeteil der Gemeinde Nagel im oberfränkischen Landkreis Wunsiedel im Fichtelgebirge (Oberfranken, Bayern).

## Geographie und Verkehrsanbindung
Das Dorf Reichenbach liegt östlich des Kernortes Nagel. Unweit westlich führt die Staatsstraße 2665 vorbei. Die Bundesstraße 303 verläuft nördlich davon.

## Baudenkmäler
In der Liste der Baudenkmäler in Nagel (Fichtelgebirge) sind für Reichenbach neun Baudenkmäler und ein ehemaliges Baudenkmal aufgeführt.